# Altaï (cheval)
Pour les articles homonymes, voir Altaï (homonymie).
Vous lisez un « bon article » labellisé en 2020.
L'Altaï (russe : Altaïskaïa) est une race de poneys sibériens, originaire des montagnes du même nom. Rustique et résistant, il s'est adapté au fil des siècles aux rigueurs de son environnement, représentant une ressource vitale pour les nomades locaux. La race est croisée après la révolution russe, pour donner le Nouvel Altaï.
Les poneys de race pure, caractérisés par une tête assez imposante, un dos plutôt long et des jambes courtes, sont connus pour parfois arborer une robe tachetée. Dotés d'un pied très sûr, certains sont capables d'aller l'amble.
L'Altaï est désormais assez rare sous sa forme originelle, la plupart des chevaux peuplant la région étant issus de croisements. En 2003, seuls 3 190 chevaux de pure race Altaï sont dénombrés.

## Dénomination
D'après l'écrivain Giacomo Giammatteo, la seule graphie juste du nom de cette race de chevaux fait appel à une initiale en lettre majuscule, dans la mesure où cette race est nommée d'après une chaîne de montagnes asiatiques, l'Altaï. La race porte le nom de Altaïskaya en russe. 
Elle portait jusqu'en 1948 le nom d'« Oïrot », ou Oïrotskaïa, ayant été développée dans l'Oblast autonome d'Oïrot (ru), devenu ensuite Oblast autonome du Haut-Altaï. Elle peut également être nommée encore « sibérien du sud ».

## Histoire

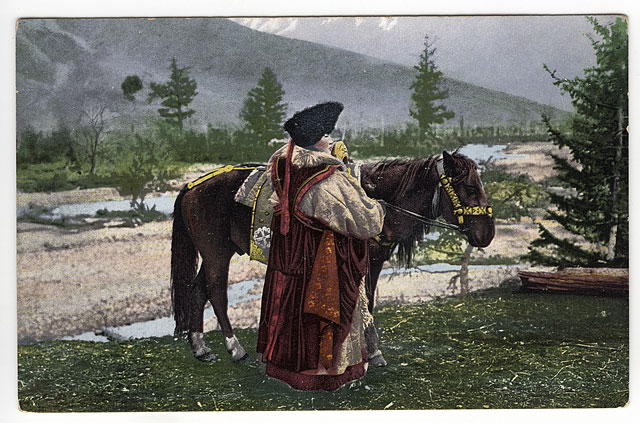
Cavalière de l’Altaï en costume traditionnel

L'Altaï est considéré comme l'une des races animales les plus anciennes de la Sibérie : il présente des similitudes morphologiques avec les squelettes équins des Kourganes, déterrés à Pazyryk, et datés des Ve et IIIe siècles av. J.-C.. Ce cheval scythe enterré rituellement porte un masque rituel. La présence de chevaux domestique dans la région semble remonter à 1 500 ans avant notre ère, comme le démontre entre autres la découverte de squelettes de chevaux domestiques datés de l'âge du fer.
La croyance locale voit la race Altaï comme originaire de l'ancienne Perse.
De petits chevaux proches du cheval mongol sont élevés pendant des siècles dans les montagnes de l'Altaï, gagnant au fil du temps une adaptation à ce biotope rigoureux. Les tribus nomades locales ont toujours eu besoin de chevaux dans leur vie quotidienne, sélectionnant les animaux sur leurs capacités cardiaques et pulmonaires, leur musculature, leurs tendons, et surtout leur sûreté de pied. La sélection de la race s'étend sur une très longue période de temps, au fil de l'adaptation notamment à la taïga montagneuse,, : ces poneys affrontent de forts dénivelés, franchissent des rivières et des torrents.
À partir de 1903, des tentatives de croisemenr de ces petits chevaux proches du cheval mongol sont notées, principalement avec le Kouznetsk ; ces essais sont réalisés par des éleveurs locaux, sans réelle méthode. Puis, à partir de 1928-1931, principalement dans le but de fournir l'Armée rouge, le gouvernement soviétique impose des croisements avec d'autres races russes comme le cheval du Don, des trotteurs et divers demi-sangs,,. Le croisement avec la race Boudienny est pratiqué pour donner des chevaux de travail du bétail. Les croisements avec le cheval du Don et les races de trait sont destinés à la production de viande.
Les chevaux qui s'adaptent au climat local finissent par s'intégrer à la race Altaï, qui est depuis élevée en race pure. L’Altaï a gagné en taille et en capacité de travail dans ces croisements. Au milieu des années 1970, une enquête permet de sélectionner les 680 meilleures juments de la race, dans des fermes collectives. En 1980, environ 10 000 Altaï sont comptabilisés, dont 3 500 de pure race. En 1990, ils sont 14 572, dont 6 295 femelles en âge de se reproduire et 227 mâles reproducteurs, 47 femelles étant élevées en race pure.
La race locale de l'Altaï tombe en désuétude avec la Perestroïka.

## Description

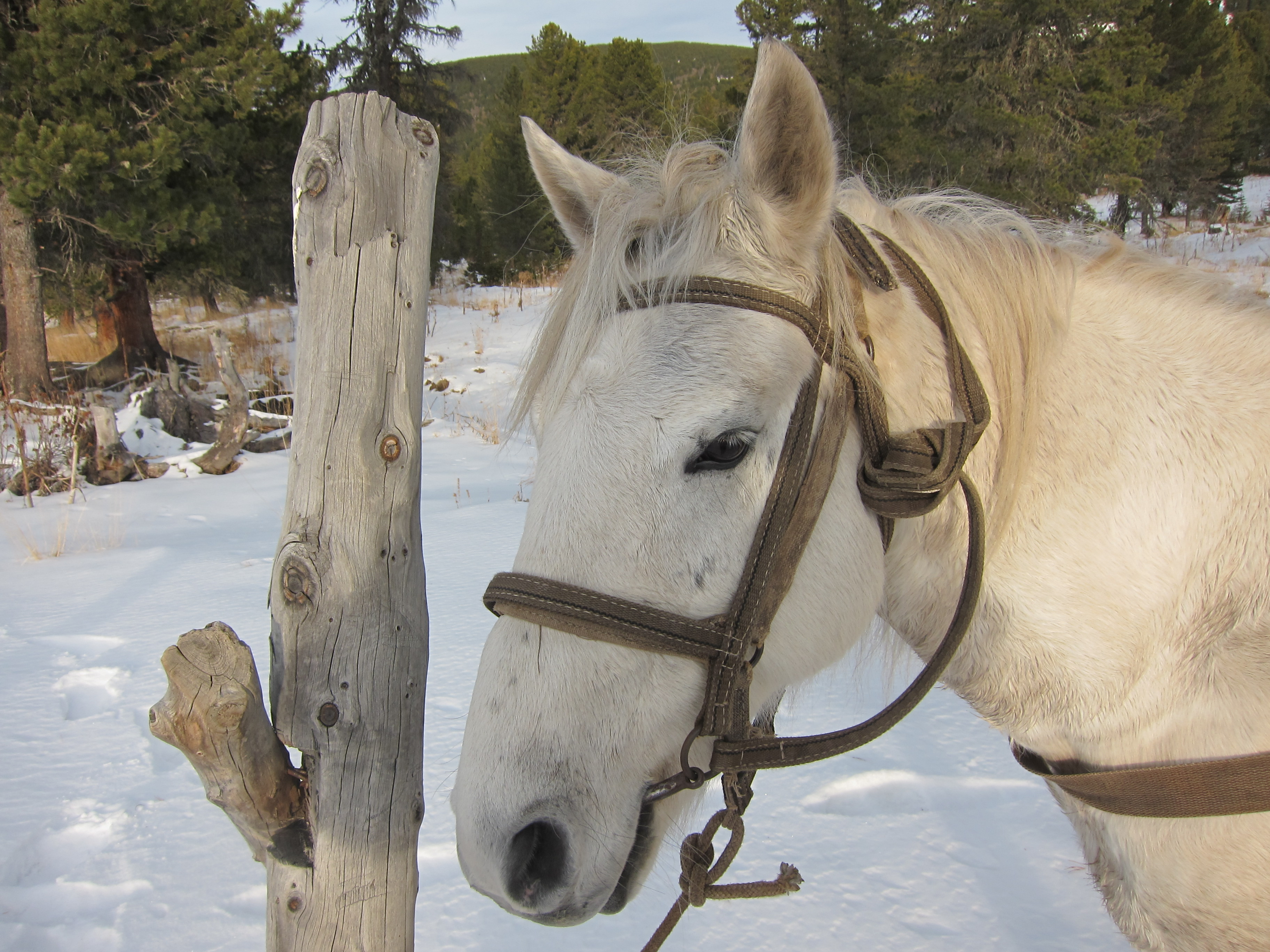
Tête d'un cheval gris dans l'Altaï.

L'Altaï appartient au groupe des poneys sibériens, et présente le type mongol. D'après CAB International et l'ouvrage de l'université de l'Oklahoma, il mesure de 1,32 m à 1,42 m en moyenne,. La base de données DAD-IS donne une taille moyenne de 1,40 m pour les mâles et 1,37 m pour les femelles. Le guide Delachaux indique une fourchette de 1,30 m à 1,45 m, et reprend les mesures moyennes de DAD-IS. Le poids va de 350 à 400 kg.

### Morphologie
La tête, de profil rectiligne ou légèrement concave, est moyennement longue, large, et peut se révéler grossière, avec de petits yeux. L'encolure est courte et charnue, le poitrail large, le dos long, avec une tendance à légèrement se creuser. La croupe est musclée, inclinée, et bien développée. Les jambes sont courtes et bien formées, solides. Le pied, aux sabots durs, présente une structure adaptée à la montagne. Certaines de ses particularités sont considérées comme des défauts de conformation, telles que des jarrets clos et les paturons inclinés,. Les crins sont fournis. Chez les spécimens élevés dans l'Altaï, le poil est ras en été, mais pousse de manière notable en automne, formant une fourrure épaisse propre à les protéger des rigueurs de l'hiver.

### Robes
La robe est habituellement noire, alezane, baie ou grise, souvent avec des caractères primitifs (pangaré, raie de mulet...). L'Altaï présente aussi, plus rarement, la robe tachetée léopard, localement nommée tchoubary,, qui est typique des chevaux de race pure. Très populaire, cette dernière robe est généralement perdue lors des croisements. Ce fait a motivé la création d'élevages spécialisés dans l'obtention de chevaux Altaï colorés.
Une croyance locale veut que les Altaï soient les plus anciens chevaux tachetés connus, leur robe ayant été, d'après leurs éleveurs, transmise aux chevaux ibériques puis américains, tels que les Appaloosa.

### Tempérament, entretien et allures
L'Altaï est l'un des chevaux les plus résistants et rustiques qui soient. Il peut vivre sous une température basse, avec peu d'apports alimentaires. Ces chevaux sont naturellement élevés de façon extensive par les nomades de l'Altaï, qui ne leur fournissent pas de soins ou de compléments alimentaires particuliers (grain, foin...). Ces chevaux sont généralement élevés selon la méthode soviétique traditionnelle des tabounes. Les jeunes chevaux vivent à l'état semi-sauvage jusqu'à l'âge de 3 ou 4 ans, où ils sont débourrés, puis dressés.
L'Altaï est doté d'un pied très sûr. Bon nombre de sujets vont l'amble naturellement. La race a fait l'objet d'une étude visant à déterminer la présence de la mutation du gène DMRT3 à l'origine des allures supplémentaire : l'étude de 25 sujets a permis de confirmer la présence de cette mutation chez 8 % des chevaux testés. En revanche, il n'y avait pas de chevaux présentant des allures supplémentaires parmi les sujets testés chez la race.

### Sélection et génétique

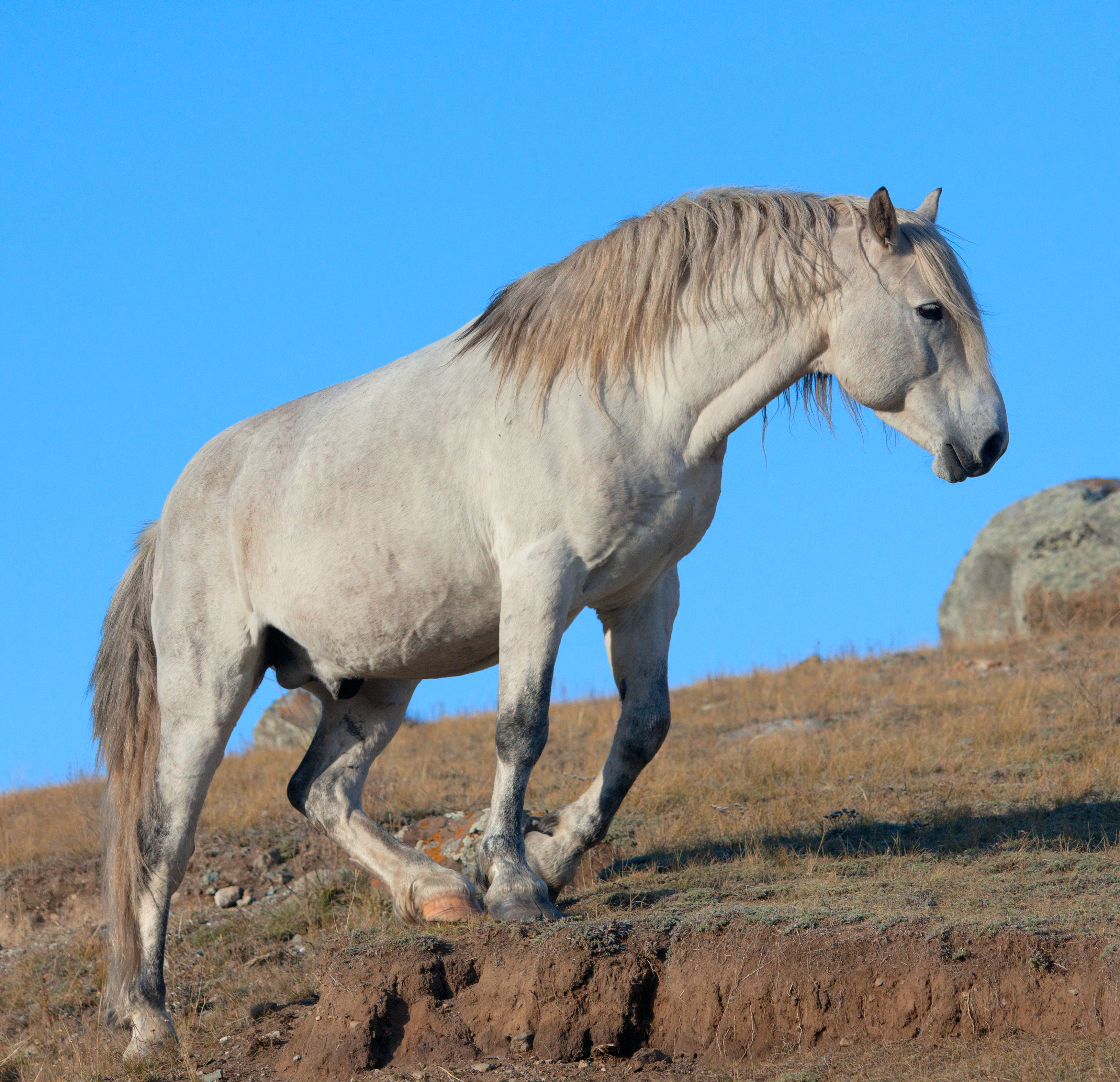
Cheval de race Nouvel Altaï.

L'Altaï est employé en croisement avec le trait lituanien, le trait soviétique, le cheval du Don, et diverses races de trait pour donner des chevaux plus grands, dotés d'une meilleure capacité de traction et d'une meilleure aptitude à la production de viande et de lait, (en effet, la production de lait des juments Altaï n'est que de 6 à 8 litres par jour en dehors de la période d'allaitement). En russe, la race issue de ces croisements à viande est nommée Novoaltaiskaya, soit Nouvel Altaï en français.
Une sélection basée sur la selle existe aussi, par croisement avec le Boudienny, mais les éleveurs veillent à garder un stock d'élevage suffisant en race pure pour maintenir la diversité génétique.
Parmi 40 races de chevaux, dont les races locales russes, qui ont été testées, l'Altaï est celle dont la diversité d'allèles est la moins grande, mais il présente l'un des plus grands nombres d'allèles par locus. Cela a permis par ailleurs de décrire un nouvel allèle, ASB17W, encore jamais décrit auparavant.

## Utilisations

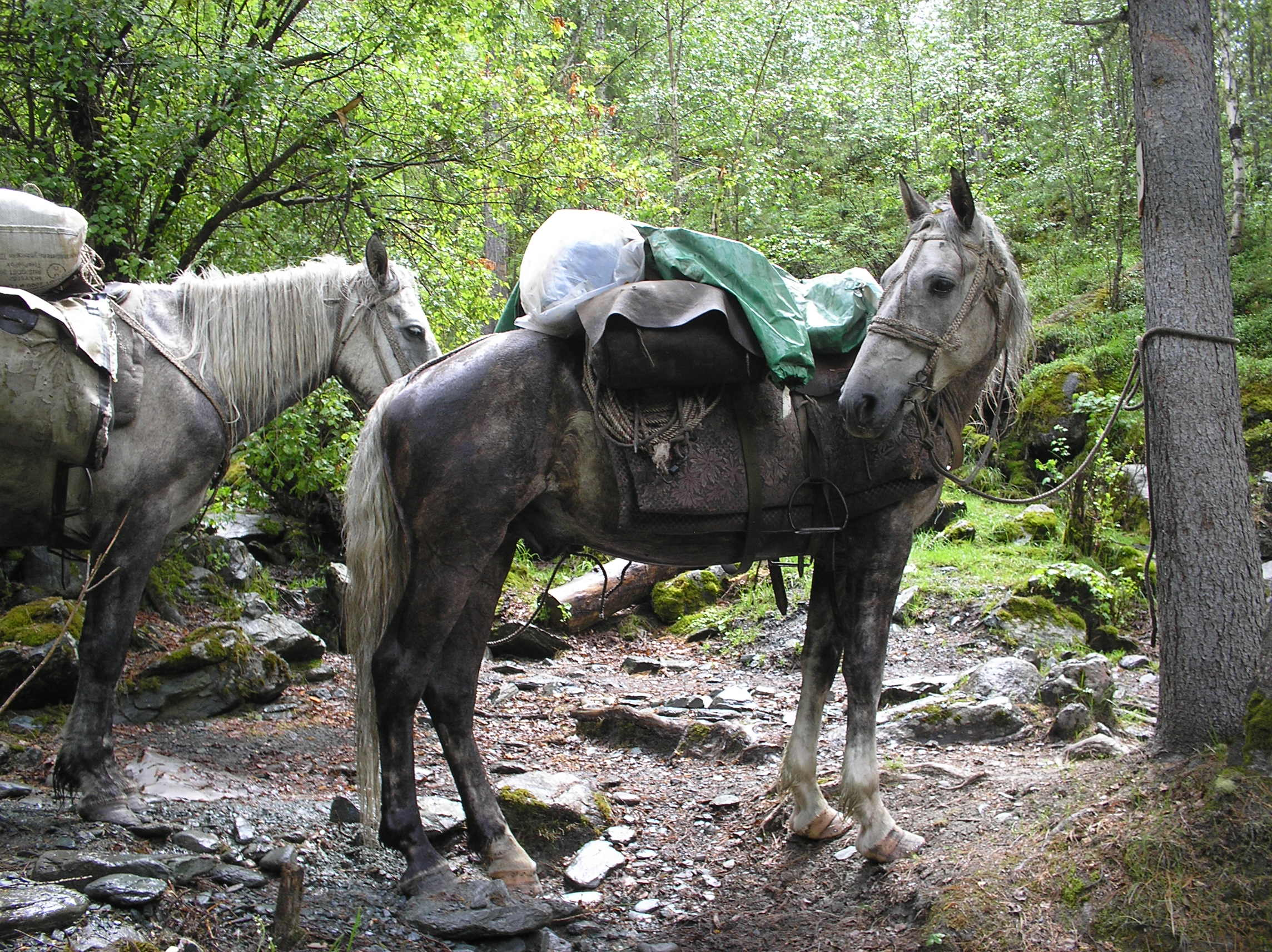
Cheval Altaï bâté

Il est apte à la selle et au trait léger, mais ce cheval est surtout utilisé bâté, grâce à ses excellentes capacités de portage et à son adresse en montagne. Historiquement, les nomades de l'Altaï dépendent de leurs poneys pour se fournir en lait, viande, crins, graisse et fourrure.
Anecdotiquement, l'Altaï peut être utilisé pour la pratique traditionnelle de la fauconnerie.

## Diffusion de l'élevage
L'Altaï est cité dans la base de données DAD-IS, de la FAO, comme race de chevaux régionale de l'Asie, dont le niveau de menace est inconnu. L'étude menée par l'université d'Uppsala, publiée en août 2010 pour la FAO, signale l'Altaï comme race locale transfrontière européenne, qui n'est pas menacée d'extinction. La race est en effet présente en Russie, en Mongolie, et au Kazakhstan. Dans les données de DAD-IS, l'Altaï n'est cependant comptabilisé que comme une race de la Russie.
La race est finalement rare, car la grande majorité des chevaux présents dans le kraï de l'Altaï sont désormais croisés,. Il reste possible de trouver quelques milliers de chevaux de race pure dans le Haut-Altaï (2007). Les données communiquées par la Russie à la FAO indiquent un déclin inquiétant du nombre de chevaux : en 2003, seuls 3 190 chevaux de race Altaï sont comptabilisés. D'après l'évaluation de la FAO réalisée en 2007, l'Altaï n'est cependant pas menacé d'extinction.
Plusieurs éleveurs du raïon d'Oulagan, en Russie, se sont spécialisés dans l'obtention de chevaux tachetés valorisés par des légendes locales, qui font de ce lieu la région originelle de la race Altaï.

## Impact culturel
Les chevaux jouent un grand rôle dans les croyances des nomades des monts Altaï. Des rubans blancs sont accrochés dans la crinière des chevaux dont les crins sont destinés à confectionner un morin khuur, pour symboliser les esprits d'Altaï-Kudai et d'Umai-Ene, les créateurs de l'Altaï. Altaï Kudai, symbole d'honnêteté et de loyauté, est par ailleurs représenté monté sur un cheval blanc.